# Concordia, Kansas
Concordia är en stad i den amerikanska delstaten Kansas med en yta av 8,8 km² och en folkmängd, som uppgår till 5 714 invånare (2000). Concordia är administrativ huvudort i Cloud County.